# 罗奈 (旺代省)
罗奈（法語：Rosnay，法語發音：[ʁonɛ]）是法国卢瓦尔河地区大区旺代省的一个市镇，属于永河畔拉罗什区。

## 地理
罗奈（46°32'23"N, 1°18'31"W）面积14.11 平方千米，位于法国卢瓦尔河地区大区旺代省，该省份为法国西部沿海省份，北起大西洋卢瓦尔省和曼恩-卢瓦尔省，西临大西洋，南至滨海夏朗德省，东部及东南部与德塞夫勒省接壤。
与罗奈接壤的市镇（或旧市镇、城区）包括：拉布勒托尼耶尔-拉克莱、勒尚圣佩尔、吉贝尔堡、拉库蒂尔、莱河畔马勒伊-迪赛、勒塔布利耶、里沃德利永。

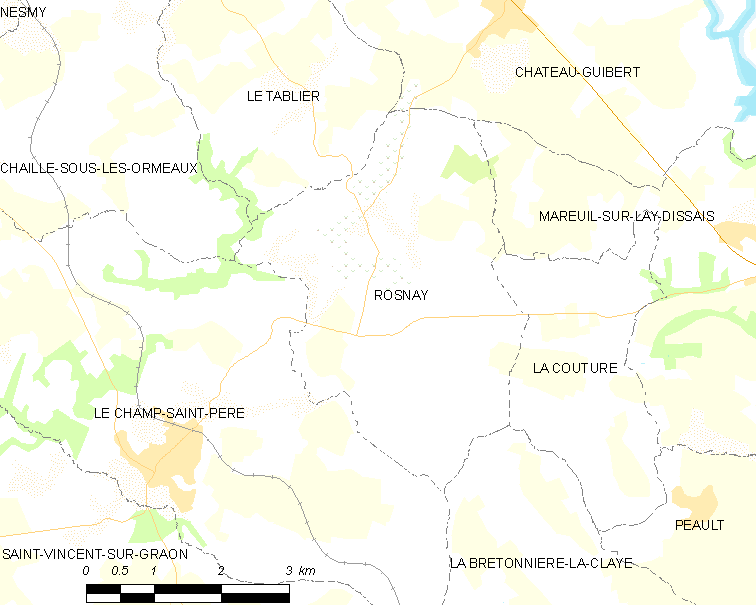
的OSM定位图

罗奈的时区为UTC+01:00、UTC+02:00（夏令时）。

## 行政
罗奈的邮政编码为85320，INSEE市镇编码为85193。

## 政治
罗奈所属的省级选区为莱河畔马勒伊-迪赛县。

## 人口

1962-2008年间人口变化图示

罗奈于2022年1月1日时的人口数量为664人。